# Thomas Clavel
Pour les articles homonymes, voir Clavel.
Thomas Clavel, né à Thonon-les-Bains, est un écrivain français.

## Biographie
Après deux années de classes préparatoires littéraires au lycée Berthollet d'Annecy, il poursuit ses études à l'université Sorbonne-Nouvelle à Paris.
En 2018, il publie un article dans la revue Europe qui prétend résoudre l'énigme « Alcide Bava », mystérieux pseudonyme utilisé par Arthur Rimbaud dans le poème « Ce qu'on dit au poète à propos de fleurs ».
En 2019, il publie Les Vocations infernales, aux éditions L'Harmattan, recueil de trois contes ayant trait à la fausseté du monde contemporain. En 2020, il publie Un traître mot aux éditions de La Nouvelle Librairie, dystopie d'anticipation où les crimes de mots sont plus sévèrement punis que les crimes de sang. Ce premier roman est très remarqué par la critique littéraire des milieux dissidents et identitaires,,. Thomas Clavel y dénonce notamment l'empoisonnement et l'emprisonnement du langage. En 2021, il fait paraître chez le même éditeur Hôtel Beauregard,,,, nouvelle dystopie sur fond de crise sanitaire et de cancel culture. Il signe en 2022 Le Jardin des femmes perdues, fiction dialogique où s'entrelacent les journaux intimes de deux voisins de palier, un séducteur obsessionnel et une féministe frappée d'érotomanie. En 2024, les éditions de la revue littéraire nationaliste Livr'arbitres publient La Tour et la Plaine,, journal fictif d'un instituteur convaincu d'être possédé par deux démons contraires.

## Œuvre
Nouvelles
- L'Exercice Attentat, Amazon Kindle Publishing, 2017.
- Les Vocations infernales, Paris, L'Harmattan, 2019  (ISBN 978-2-343-17185-2).

Romans
- Un traître mot, Paris, La Nouvelle Librairie, coll. « La Peau sur la table », 2020  (ISBN 978-2-491446-09-3).
- Hôtel Beauregard, Paris, La Nouvelle Librairie, coll. « La Peau sur la table », 2021  (ISBN 978-2-491446-37-6).
- Le Jardin des femmes perdues, Paris, La Nouvelle Librairie, coll. « La Peau sur la table », 2022  (ISBN 978-2-493898-26-5).
- La Tour et la Plaine, Paris, Éditions Livr'arbitres, 2024  (ISBN 978-2-494472-01-3).

Autres publications
- « Arthur Rimbaud : Alcide Bava nous en aura fait baver ! », revue Europe, numéro novembre-décembre 2018.
- « Attentats : quand la terreur produit du sacré », The Philosophical Journal of Conflict and Violence (PJCV), n° 2, 2017.

Contributions dans un ouvrage collectif
- La Bibliothèque littéraire du jeune Européen - 400 œuvres de fiction essentielles, Éditions du Rocher, 2021  (ISBN 978-2268106335).